# Metal Gear Solid Delta: Snake Eater
Metal Gear Solid Delta: Snake Eater (stilisiert: Metal Gear Solid Δ: Snake Eater, Abk.: MGSΔ) ist ein Action-Adventure, das von Konami für PlayStation 5, Microsoft Windows und Xbox Series entwickelt wurde und am 28. August 2025 veröffentlicht werden soll. Das Stealth-Computerspiel ist ein Remake des im Jahr 2004 erschienenen Metal Gear Solid 3: Snake Eater, dem fünften Teil der Metal-Gear-Computerspielserie.

## Gameplay
Das Spiel verfügt über zwei unterschiedliche Spiel- und Präsentationsstile. Der „New Style“ ermöglicht eine Steuerung, die auf aktuellen Action-Titeln und den neueren Metal-Gear-Titeln basiert und zusätzlich eine frei bewegliche Third-Person-Kamera ähnlich wie in Metal Gear Solid 3: Subsistence und HD Edition beinhaltet. Der „Legacy Style“ hingegen reproduziert die klassischen Steuerungs- und Spielsysteme sowie eine Draufsicht mit fester Kamera, ähnlich wie beim ersten Metal-Gear-Titel. Zu den Gameplay-Ergänzungen aus früheren Metal-Gear-Spielen zählen Fähigkeiten wie das geduckte Gehen und der Einsatz von Schusswaffen in der Third-Person-Perspektive, die erstmals in Metal Gear Solid 4: Guns of the Patriots (2008) und Metal Gear Solid: Peace Walker (2010) enthalten waren. „Snake vs. Monkey“, ein Minispiel aus dem Original, das als Crossover mit der Ape-Escape-Reihe von Sony Interactive Entertainment dient, kehrt in den PlayStation 5- und Windows-Versionen zurück, wird jedoch für die Xbox Series X/S-Version durch ein gleichwertiges Minispiel namens „Snake vs. Bomberman“, ein Crossover mit Konamis eigener Bomberman-Reihe, ersetzt.
Bei der Gestaltung wurde unter anderem Wert auf grafische Details gelegt. So bleibt der Körper des Protagonisten Snake von jeglichem Schaden (Schnitte, Schussverletzungen und Prellungen) während des gesamten Spiels gezeichnet. Diese Wunden vernarben während des Spiels bzw. nach der Applikation von Verbänden oder Salben.

## Entwicklung
Hatte Konamis Gaming-Chef Hideki Hayakawa im Oktober 2015 bekanntgegeben, dass sich das Unternehmen auf die Entwicklung von Vermarktung von Handyspielen konzentrieren werde, berichtete Video Games Chronicle im Jahr 2021, dass sich das Unternehmen wieder mehr der Entwicklung größerer Konsolen- und Computerspieltitel widmen werde.
Das Remake war eine Koproduktion zwischen Konamis internem Studio Konami Digital Entertainment (KDE), das bereits mehrere frühere Metal-Gear-Spiele entwickelte, und Virtuos als unterstützendes Studio. Konami bestätigte, dass die leitenden Designer des Originals, Hideo Kojima und Yōji Shinkawa nicht an der Entwicklung des Remakes beteiligt waren, das Remake jedoch eine originalgetreue Adaption sei. Beispielsweise blieben die Synchronsprecher dieselben.
Das Spiel wurde mit der Unreal Engine 5 entwickelt.

## Marketing und Veröffentlichung
Metal Gear Solid Delta: Snake Eater wurde im Mai 2023 auf der PlayStation Showcase 2023 angekündigt. Der erste Gameplay-Trailer wurde im Oktober 2023 vorgestellt. Ein weiterer Trailer wurde im Juni 2024 veröffentlicht.